# The Real Thing (альбом Тадж-Махала)
The Real Thing — подвійний концертний альбом американського блюзового музиканта Тадж-Махала, випущений у 1971 році лейблом Columbia.

## Опис
Тадж-Махал випустив цей альбом після Giant Step/De Ole Folks at Home (1969) і це став ще один подвійний LP. The Real Thing (1971) був записаний у середині лютого під час серії концертів в клубі «Fillmore East» в Нью-Йорку, де він виступав разом з такими виконавцями як Спенсер Девіс, the Chambers Brothers і Роберта Флек. Махал грає під акомпанемент цікавого духового оркестру, до якого входять Джозеф Дейлі (туба, вентильний тромбон), Боб Стюарт (туба, флюгельгорн), і декілька колишніх учасників гурту Чарльза Мінгуса, Ерл Макінтайр (туба) і Говард Джонсон (туба). Альбом відкриває «Fishin' Blues», яку Махал виконує сольно, акомпануючи сам собі на банджо. «Ain't Gwine to Whistle Dixie (Any Mo')» дещо подовжена версія від тієї, яка була включена на альбомі Giant Step (1968) і вона сягає близько 9 хвилин, під час неї Махал грає натхненну інтерлюдію на файфі. Також альбом The Real Thing містить декілька нових композицій. Ансамбль виконує фанкову «Sweet Mama Janisse», а також інструментальну «Tom and Sally Drake» на якій грає в основному туба — переважно у виконанні Джонсона. Серед інших пісень видідяється своєю ритмічністю «Diving Duck Blues» Сліпі Джона Естеса.

## Список композицій
1. «Fishin' Blues» (Генрі Томас) — 2:45
2. «Ain't Gwine to Whistle Dixie (Any Mo')» (Джессі Ед Девіс, Тадж-Махал) — 8:17
3. «Sweet Mama Janisse» (Тадж-Махал) — 3:35
4. «Going up to the Country, Paint My Mailbox Blue» (Тадж-Махал) — 3:35
5. «Big Kneed Gal» (Тадж-Махал) — 4:45
6. «You're Gonna Need Somebody on Your Bond» (Блайнд Віллі Джонсон) — 6:15
7. «Tom and Sally Drake» (Тадж-Махал) — 3:23
8. «Diving Duck Blues» (Сліпі Дж. Естес) — 3:30
9. «John, Ain't It Hard» (Тадж-Махал) — 5:10
10. «You Ain't No Street Walker Mama, Honey But I Do Love They Way Your Stuff» (Тадж-Махал) — 18:56

## Учасники запису
- Тадж-Махал — вокал, губна гармоніка [хроматична], гітара, банджо [5-струнне], флейта [файф], резонаторна гітара
- Говард Джонсон — туба, флюгельгорн, баритон-саксофон, аранжування духових
- Боб Стюарт — туба, флюгельгорн, труба
- Джозеф Дейлі — туба, вентильний тромбон
- Ерл Макінтайр — туба, бас-тромбон
- Джон Голл — електрогітара
- Джон Саймон — фортепіано, електричне піаніно
- Юіл Річ — бас-гітара
- Грег Томас — ударні
- Квасі «Рокі» Дзідзорну — конга

Технічний персонал
- Девід Рубінсон — продюсер
- Френк Еббі, Джеррі Сміт, Тім Гілен, Глен Колоткін — звукоінженери
- Анна Горнішер — обкладинка, малюнок, дизайн
- Айрін Гарріс — фотографія [обкладинка]